# Lijst van Heerlenaren

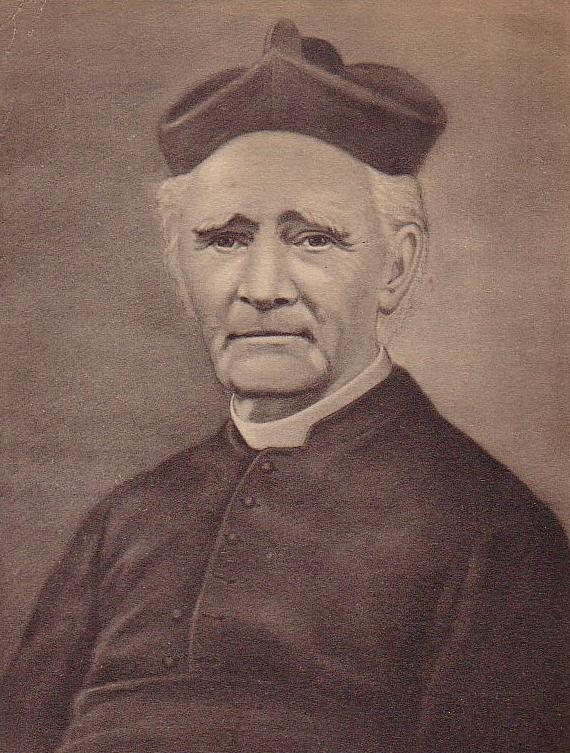
Priester Peter Joseph Savelberg (1827)

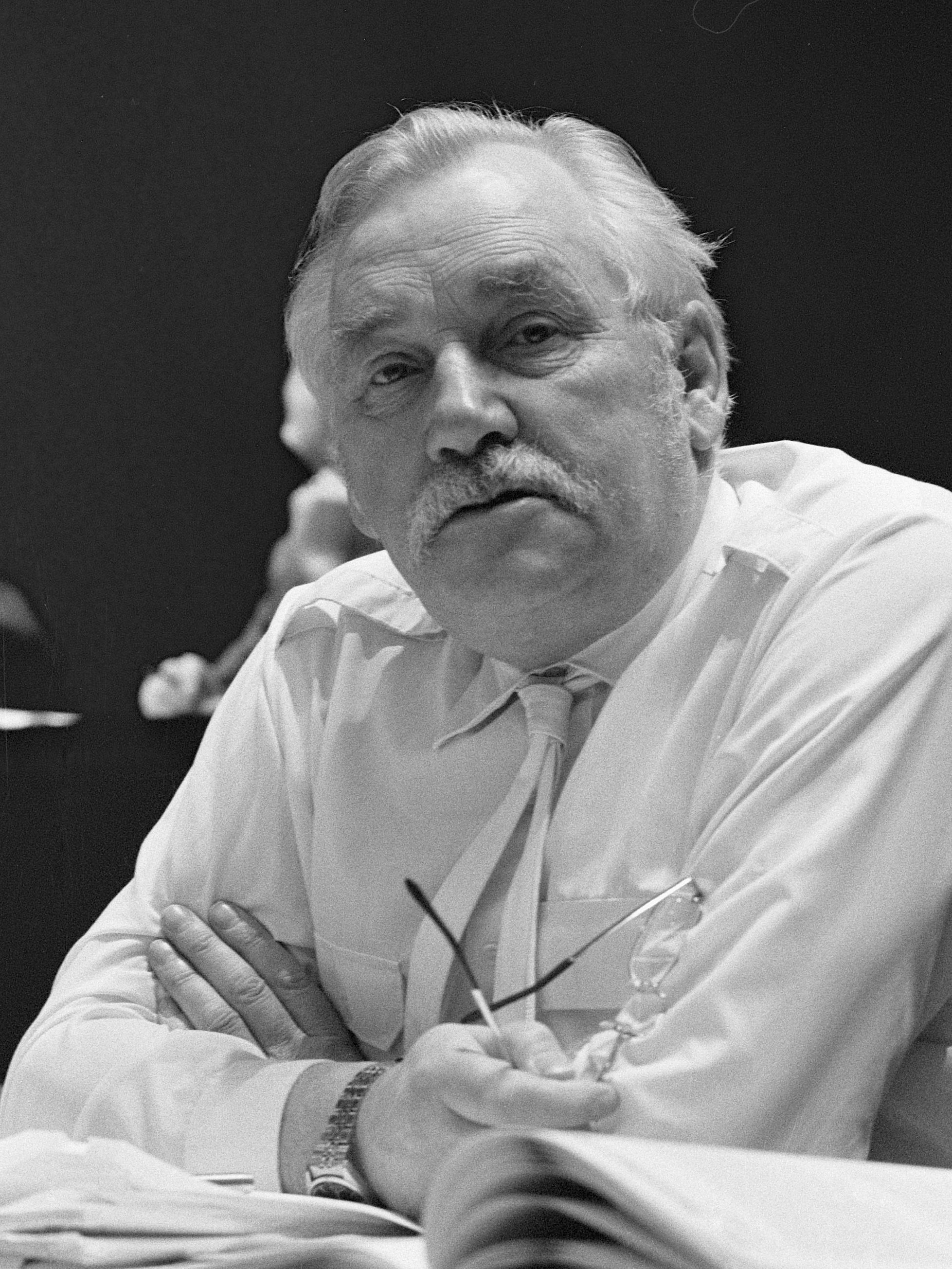
Vakbondsleider Jaap van der Scheur (1926)

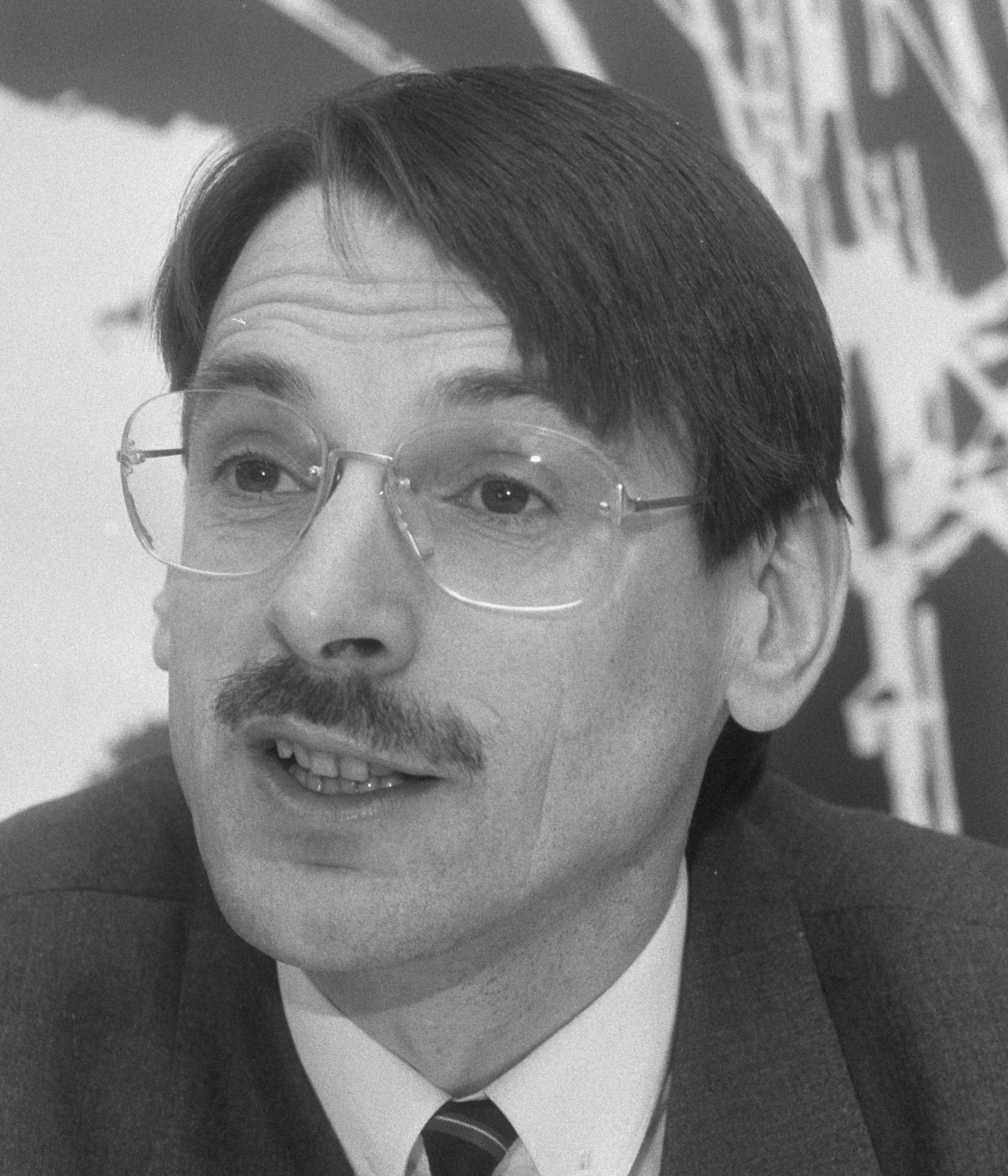
Politicus Jo Ritzen (1945)

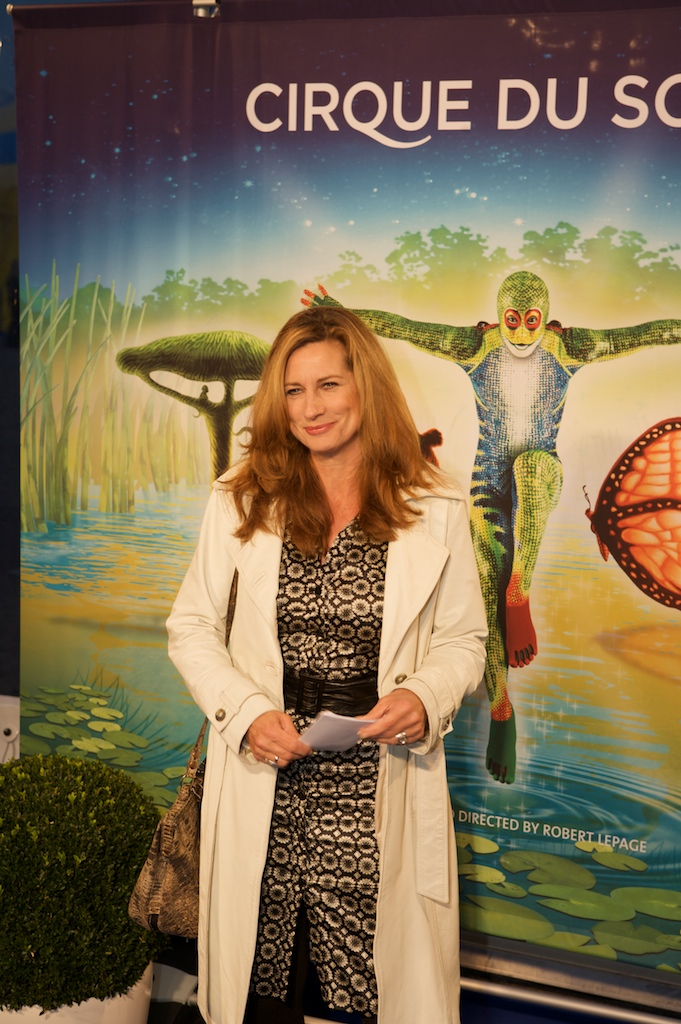
Actrice Carine Crutzen (1961)

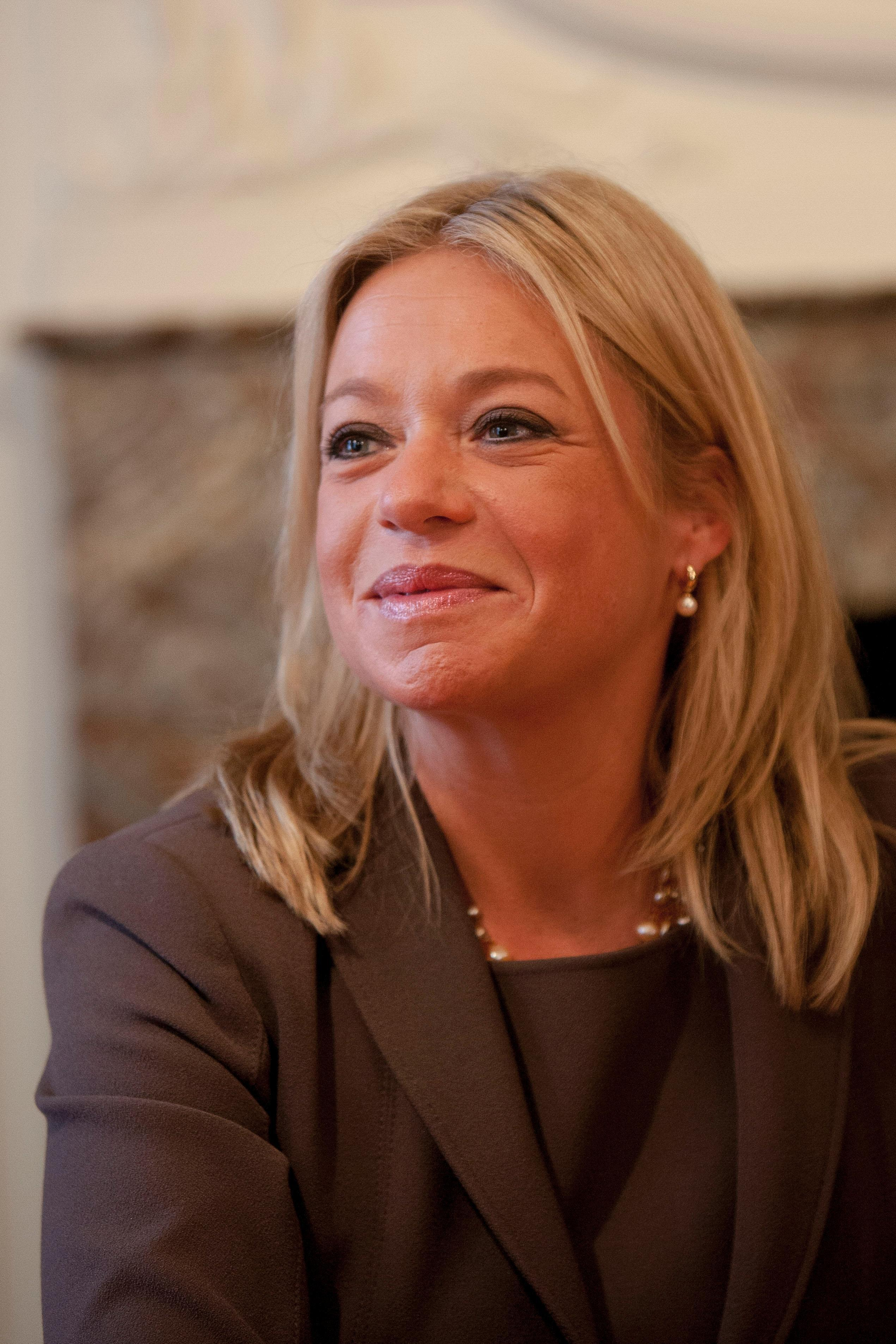
Politica Jeanine Hennis (1973)

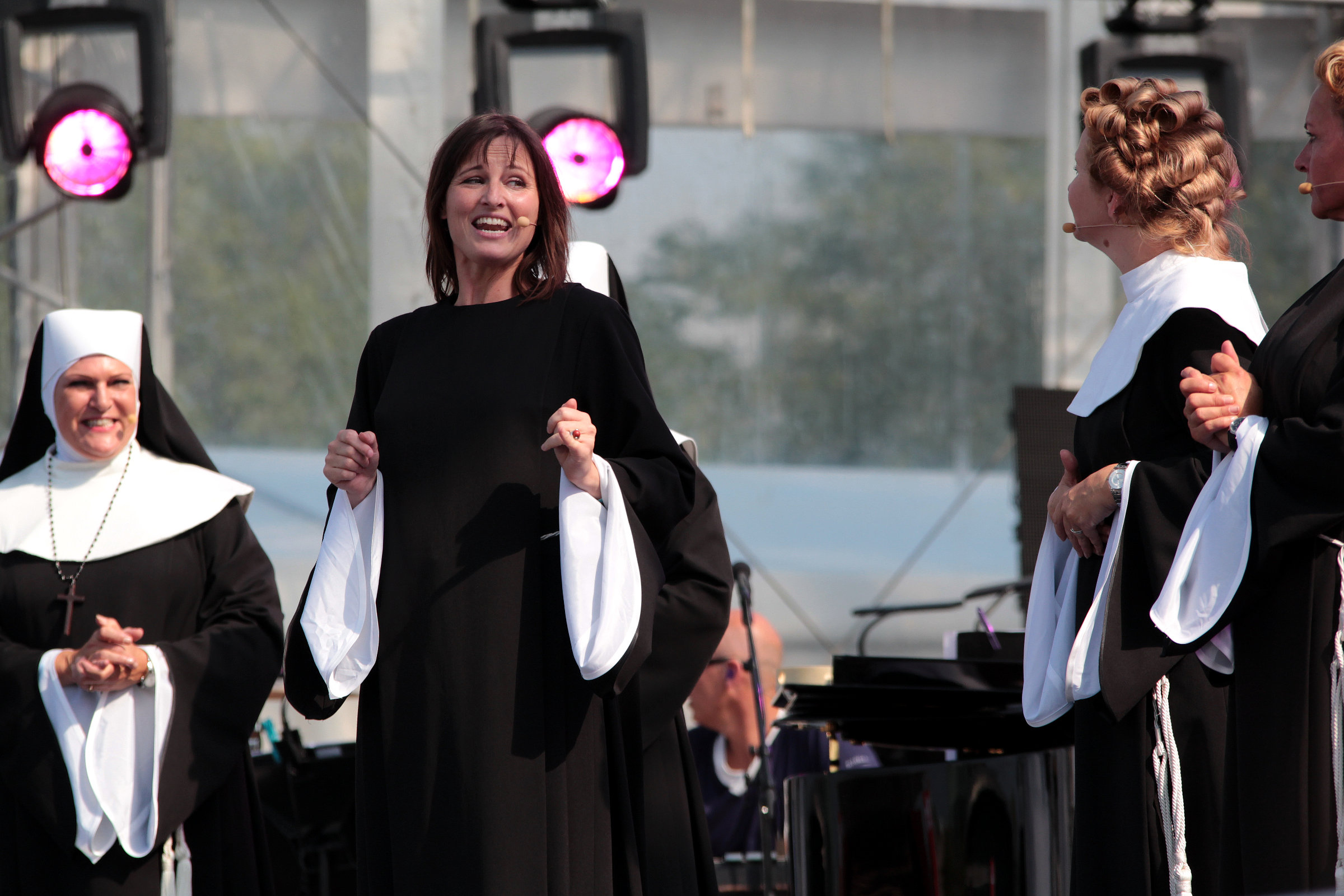
Musicalster Brigitte Heitzer (1979)

Deze alfabetische lijst van Heerlenaren geeft een overzicht van bekende personen die in Heerlen geboren of woonachtig  zijn (geweest), met een artikel op de Nederlandstalige Wikipedia.

## Geboren in Heerlen

### A
- Kawtar Aït Omar (2004), voetbalster
- Wiel Arets (1955), architect en stedenbouwkundige

### B
- Etienne Barmentloo (1969), voetballer
- Léon Berben (1970), organist en klavecinist
- Thomas Bernhard (1931–1989), Oostenrijks literator
- Jessica Blaszka (1992), worstelaar
- Joyce Bloem (1951-2017), kunstenares
- Melanie Bonajo (1978), kunstenares
- Roel Brouwers (1981), voetballer
- Frans Bronzwaer (1945-2021), zanger en gitarist

### C
- René Claassen (1971), PVV-politicus
- Tom Claassen (1964), beeldend kunstenaar
- Jo Coenen (1949), architect, voorman en rijksbouwmeester
- Carine Crutzen (1961), actrice

### D
- Anton Dautzenberg (1967), schrijver
- Johan Michiel Dautzenberg (1808–1869), dichter
- Jef Diederen (1920-2009), abstract expressionistisch schilder-graficus gerekend tot de 'Amsterdamse Limburgers'
- Guido Dieteren (1974), musicus en orkestleider
- Isabelle Diks (1965), GroenLinks-politica
- Bart Dirks (1972), journalist, historicus en schrijver

### E
- Henri Egging (1958), r.k. priester
- Silvio Erkens (1990), VVD-politicus

### F
- Cyrille Fijnaut (1946), criminoloog

### G
- Harrie Geelen (1939), schrijver-illustrator
- Agnes Giebel (1921-2017), Duits sopraanzangeres
- Rolph Gonsalves (1932-2002), koloniaal bestuursambtenaar; procureur-generaal
- Kelly God (1975), sopraan
- Gérard Grassère (1915-1993), kunstschilder
- Dion Graus (1967), dierenactivist en PVV-politicus

### H
- Tejo Haas (1967), kunstenaar-cartoonist
- Marcel Haenen (1959), publicist
- Jurriaan van Hall (1962), beeldend kunstenaar
- Frank Halmans (1963), kunstenaar
- Bert Hana (1982), acteur, regisseur
- Robert de la Haye (1965), acteur
- Eugène Heijnen (1964), politicus, fiscalist
- Brigitte Heitzer (1979), musicalactrice
- Marijke Helwegen (1948), presentatrice, mediapersoonlijkheid
- Hubert-Jan Henket (1940), architect
- Loek Hermans (1951), bestuurder, VVD-politicus en minister
- Leo Herberghs (1924-2019), letterkundige, dichter, journalist
- Alexander van Heteren (1954), acteur
- Tamara Hoekwater (1972), zangeres
- Danny Hoesen (1991), voetballer
- Jan Hugens (1939-2011), wielrenner
- Michel Huisman (1957), kunstenaar/morfoloog
- Guus Hupperts (1992), voetballer

### J
- Bas Jacobs (1979), voetballer
- John Joosten (1959), VVD-politicus en burgemeester

### K
- Herman Kaiser (1954), CDA-politicus en burgemeester
- Paul Kaiser (1999), radiopersoonlijkheid en journalist
- Yasmin Karssing (1994), actrice, zangeres en presentatrice
- Mathieu Kessels (1858-1932) componist, dirigent, muziekuitgever, muziekinstrumentenbouwer, winkelier en schrijver - auteur van d'r Kuëb va Heële (Der Koeph va Hehle in de sjlag va Waterloo, ee Hehlisj Vertelsel)
- Anke Klein (1978), ambtenaar, diplomaat, D66-politica en wethouder
- Manuel Kneepkens (1942), dichter, jurist, politicus
- Wiel Knipa (1921–2002), liedjesschrijver en presentator Sterren en Streken
- Shirley Kocacinar (1986), voetbalster
- Luuk Koelman (1964), columnist
- Raymond Kurvers (1968), acteur, zanger

### L
- Jef Lataster (1922-2014), atleet, meervoudig Nederlands kampioen
- Romée Leuchter (2001), voetbalster
- Theo van Lier (1916–1992), verzetsstrijder in de Tweede Wereldoorlog en PvdA-politicus
- Harold Linnartz (1965-2023), natuurkundige
- Louise Vonhoff-Luijendijk (1926-2019), VVD-politica

### M
- Issam El Maach (2000), voetballer
- Jan Mans (1940-2021), PvdA-politicus en burgemeester
- Eugène Martineau (1980), atleet
- Ruud van Megen (1959), toneel- en scenarioschrijver
- Aart Mekking (1944), architectuurhistoricus
- Jan Mertens (1916–2000), vakbondsbestuurder
- Ron Meyer (1981), SP-politicus en partijvoorzitter
- Albert Moens (1952-2013), GroenLinks-politicus en burgemeester

### N
- Frans Nols (1922-1972), schilder en glazenier

### O
- Maarten Offinga (1963), CDA-politicus en burgemeester

### P
- Ryan Palmen (1978), VVD-politicus en burgemeester
- Jeanine Hennis-Plasschaert (1973), VVD-politica en minister
- Paul Pesch (1924-2010), KVP-politicus en burgemeester

### Q
- Antoon Quaedvlieg (1958-2024), hoogleraar

### R
- Peter Raedts (1948-2021), historicus
- Nicole Ramaekers-Rutjens (ca. 1967), politica en burgemeester
- Karel Reijnders (1920-1997), letterkundige
- Geert Reuten (1946-2025), politicus en econoom
- Simone Richardson (1972), VVD-politica
- Fernando Ricksen (1976-2019), voetballer
- Jo Ritzen (1945), econoom, hoogleraar, PvdA-politicus en minister
- Rob Ruijgh (1986), wielrenner-klimmer

### S
- Peter Joseph Savelberg (1827–1907), priester en congregatiestichter
- Susanne Scheepers (1970), burgemeester
- Jaap van de Scheur (1926–2002), vakbondsman
- Debbie Schippers (1996), zangeres en presentatrice
- Désirée Schmalschläger (1965), GroenLinks-politica en burgemeester
- Pierre Schunck (1906-1993) geboren in Heerlen, zoon van Peter Schunck, na zijn huwelijk woonachtig in Valkenburg. Aldaar verzetsstrijder tijdens de Tweede Wereldoorlog. In 1948 oprichter van een textielfabriek op Bonaire
- Ger Senden (1971), voetballer en teammanager Roda JC
- Hein Simons (1955), Nederlandse zanger, radiomedewerker en manegehouder in België
- Simone Simons (1985), zangeres
- Nicoline van der Sijs (1955), taalkundige
- Betsy Smeets (1929), actrice en cabaretière
- Harrie Smeets (1960-2023), r.k. bisschop van Roermond
- Sidney Smeets (1975), advocaat en politicus
- Jacques Stienstra (1932-2011), ondernemer
- Rutger Stuffken (1947-2023), olympisch roeier
- Peter Gustaaf Swanborn (1935), socioloog en hoogleraar
- Jules Szymkowiak (1995), autocoureur

### T
- Fons Tans (1948-2022), burgemeester
- Werner Theunissen (1942-2010), musicus en componist
- Harrie Tobben (1917-1945), verzetsstrijder in de Tweede Wereldoorlog
- Gijs Tuinman (1979), militair
- Nic. Tummers (1928-2020), beeldend kunstenaar, architectuurpublicist, PvdA-politicus

### U
- Hans Ubachs (1961), D66-politicus en burgemeester

### V
- Raymond Vlecken (1966), CDA-politicus en burgemeester
- Jo Vliex (1942), componist, dirigent, muziekpedagoog en muziekuitgever

### W
- Carlijn Welten (1987), hockeyster
- Oswald Wenckebach (1895–1962), beeldhouwer
- Luc Winants (1965), CDA-politicus en burgemeester

## Elders geboren en woonachtig in Heerlen (geweest)

### A
- Jan Bockma (1921-1944), Engelandvaarder, verzetsman, geheim agent en vulcaniseur (IJlst)

### G
- Rob Geus (1971), kok en tv-presentator (Rotterdam)

### H
- Marten van Hal (1903-1971), wielrenner (Meiderich)

### P
- Frits Peutz (1896–1974), architect (Uithuizen)
- Jef Pleumeekers (1945), CDA-politicus (Eijsden)
- Pascale Plusquin (1974), PvdD-politicus (Maastricht)

### S
- Peter Schunck (1873–1960), zakenman (Hergenrath)
- Fatih Sonkaya (1981), voetballer (Oltu, Turkije)

### T
- Ger Thijs (1948), acteur, schrijver romans en toneelstukken, regisseur (Ubach over Worms)

### V
- Klaas de Vries (1943), politicus (Hoensbroek*) * Tot 1982 een zelfstandige gemeente

### W
- Jan de Wit (1945), politicus (Zevenbergen)